# Норт-Форк (тауншип, Миннесота)
Норт-Форк (англ. North Fork) — тауншип в округе Стернс, Миннесота, США. На 2000 год его население составило 253 человека.

## География
По данным Бюро переписи населения США площадь тауншипа составляет 90,1 км², из которых 90,1 км² занимает суша, водоёмов нет.

## Демография
По данным переписи населения 2000 года здесь находились 253 человека, 87 домохозяйств и 64 семьи.  Плотность населения —  2,8 чел./км².  На территории тауншипа расположено 92 постройки со средней плотностью 1,0 построек на один квадратный километр. Расовый состав населения: 98,81 % белых и 1,19 % приходится на две или более других рас. Испанцы или латиноамериканцы любой расы составляли 0,40 % от популяции тауншипа.
Из 87 домохозяйств в 40,2 % воспитывались дети до 18 лет, в 67,8 % проживали супружеские пары, в 3,4 % проживали незамужние женщины и в 26,4 % домохозяйств проживали несемейные люди. 20,7 % домохозяйств состояли из одного человека, при том 8,0 % из — одиноких пожилых людей старше 65 лет. Средний размер домохозяйства — 2,86, а семьи — 3,38 человека.
32,4 % населения — младше 18 лет, 4,3 % — в возрасте от 18 до 24 лет, 28,5 % — от 25 до 44, 22,1 % — от 45 до 64, и 12,6 % — старше 65 лет. Средний возраст — 36 лет. На каждые 100 женщин приходилось 112,6 мужчин.  На каждые 100 женщин старше 18 приходилось 111,1 мужчин.
Средний годовой доход домохозяйства составлял 30 000 долларов, а средний годовой доход семьи —  33 750 долларов. Средний доход мужчин —  17 083  доллара, в то время как у женщин — 23 750. Доход на душу населения составил 13 326 долларов. За чертой бедности находились 10,8 % семей и 15,2 % всего населения тауншипа, из которых 19,3 % младше 18 и 13,9 % старше 65 лет.